# Imperiul Shunga
Dinastia Shunga (IAST: Śuṅga) a fost a șaptea dinastie conducătoare a Magadhăi și a controlat marea majoritate a nordului subcontinentului indian între anii 185 și 73 î.Hr. Dinastia a fost stabilită de Pushyamitra, după ce a preluat tronul Magadha de la dinastia Maurya. Capitala Imperiului Shunga a fost Pataliputra, dar mai târziu împărați, cum ar fi Bhagabhadra, au ținut curte și la Besnagar (Vidisha modernă) în estul Malwei. Această dinastie este, de asemenea, responsabilă pentru lupta cu succes și rezistența împotriva grecilor în războiul greco-shunga.
Pushyamitra a domnit timp de 36 de ani și a fost succedat de fiul său Agnimitra. Au fost zece conducători Shunga. Cu toate acestea, după moartea lui Agnimitra, al doilea rege al dinastiei, imperiul s-a dezintegrat rapid: inscripțiile și monedele indică faptul că o mare parte din nordul și centrul Indiei consta din mici regate și orașe-stat care erau independente de orice hegemonie Shunga. Dinastia se remarcă prin numeroasele sale războaie cu puteri atât străine, cât și indigene. S-au luptat cu Kalinga, dinastia Satavahana, Regatul Indo-Grec și posibil cu Panchalas și Mitra din Mathura.
Arta, educația, filosofia și alte forme de învățare au înflorit în această perioadă, inclusiv imagini mici de teracotă, sculpturi mai mari din piatră și monumente arhitecturale, cum ar fi stupa de la Bharhut și renumita Stupa Mare de la Sanchi. Conducătorii Shunga au contribuit la stabilirea tradiției de sponsorizare regală a științei și artei. Scrisul folosit de imperiu era o variantă a alfabetului brahmi și era folosit pentru a scrie sanscrită.
Shunga au fost patroni importanți ai culturii într-un moment în care au avut loc unele dintre cele mai importante realizări ale gândirii hinduse. Mahābhāṣya a lui Patanjali a fost compusă în această perioadă. Arta a progresat, de asemenea, odată cu ascensiunea stilului artistic din Mathura.
Ultimul dintre împărații Shunga a fost Devabhuti (83–73 î.Hr.). El a fost asasinat de ministrul său Vasudeva Kanva și se spunea că îi era prea dragă compania femeilor. Dinastia Shunga a fost înlocuită de dinastia Kanva în jurul anului 73 î.Hr.